# Frutigen
Frutigen es una comuna suiza del cantón de Berna, capital del distrito administrativo de Frutigen-Niedersimmental. 
Hasta el 31 de diciembre de 2009 capital del distrito de Frutigen.

## Geografía
Situada en el Oberland bernés, la comuna limita al norte con la comuna de Reichenbach im Kandertal, al este con Kandergrund y Kandersteg, al sur con Adelboden, y al oeste con Diemtigen. Además la comuna de Frutigen comprende las localidades de Achseten, Chriesbaum, Elsigbach, Kanderbrück, Oberdorf, Oberfeld, Reinisch, Ried, Schwandi, Tellenfeld y Winklen. 

## Transporte
Ferrocarril
En la comuna de Frutigen se encuentra el portal norte del túnel de base de Lötschberg, que ha permitido reducir el tiempo de viaje entre los cantones de Berna y Valais de más de dos horas a apenas cincuenta minutos. El túnel fue inaugurado a mediados de 2007 para el tráfico de mercancías y a fines del mismo año al tráfico de pasajeros, recorriendo 34,6 km bajo los Alpes berneses. 
- Línea ferroviaria Berna – Frutigen - Lötschberg – Brig
- Nueva línea Berna - Frutigen - Lötschberg - Visp

## Galería

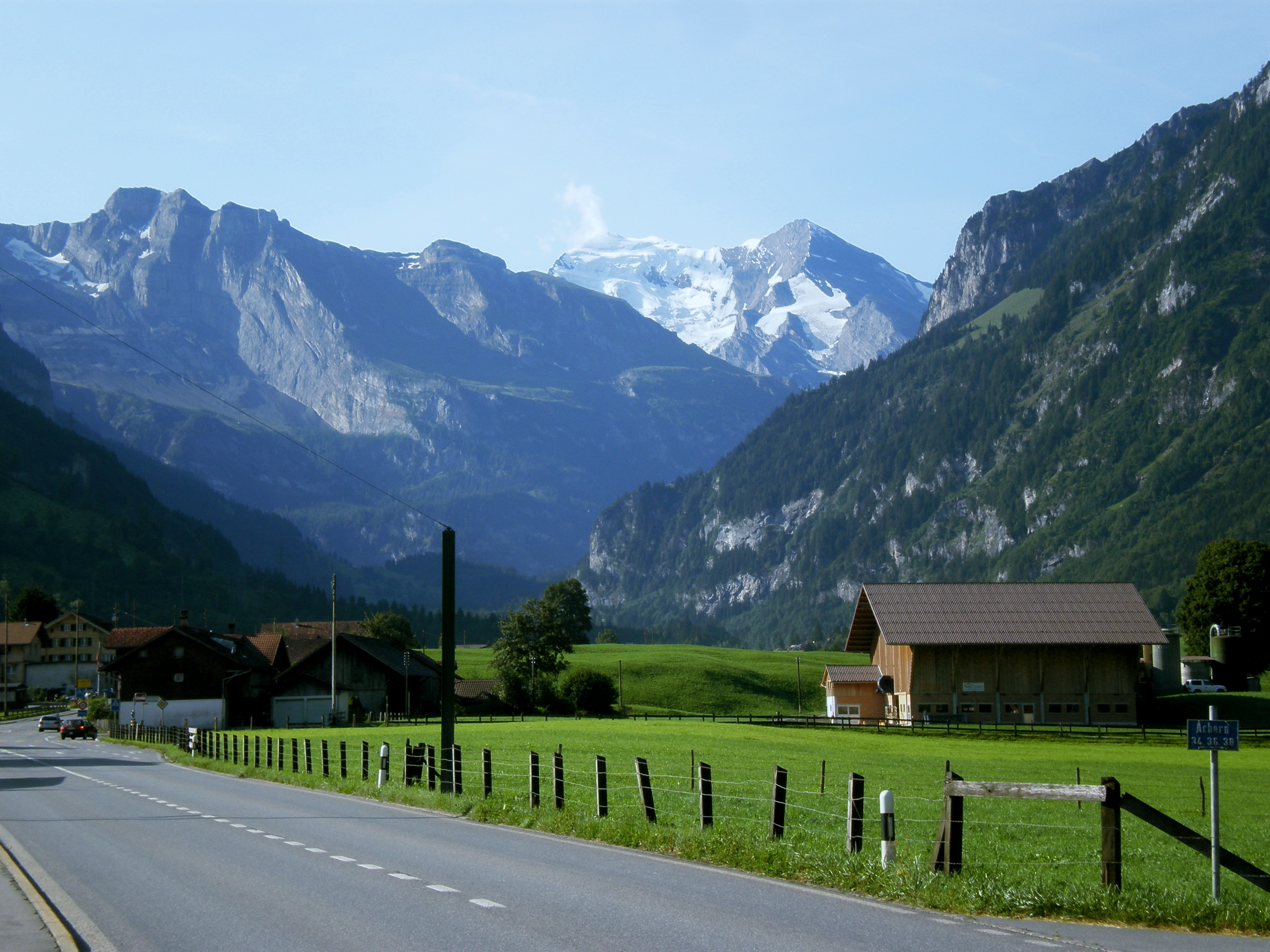
Calle de Frutigen
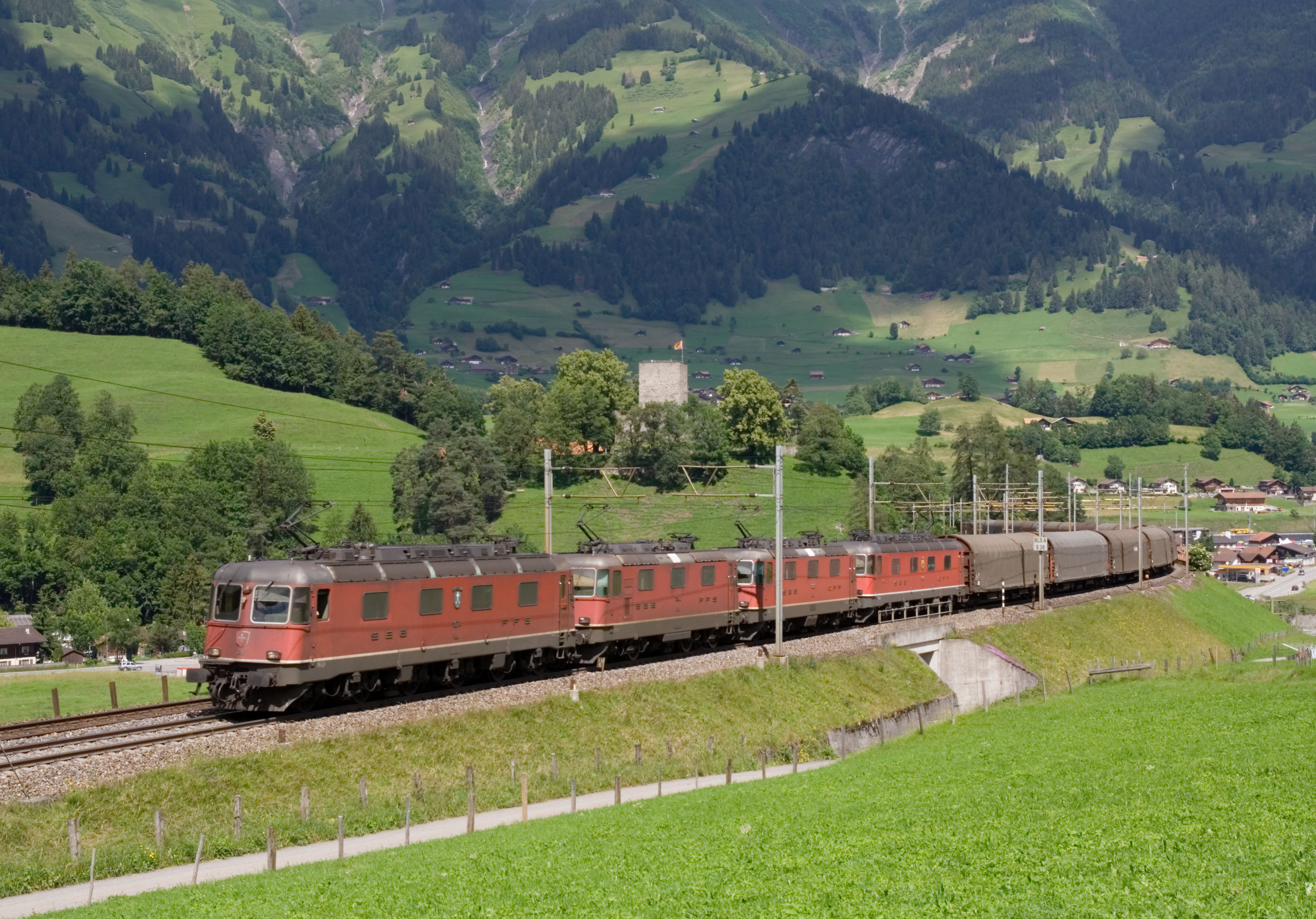
Tren a su paso por Frutigen